# Отрада Башкирская (посёлок станции)
Отрада Башкирская — ликвидированный посёлок станции в Куюргазинском районе Башкортостана, относившийся к Отрадинскому сельсовету.
Почтовый индекс — 453350, код ОКАТО — 80239840008.
Посёлок находится у полустанка (платформы) Отрада Башкирская и возле автодороги Р-314.

## История
В 2006 году объединён с д. Новая Отрада с сохранением статуса деревни и наименования «Новая Отрада» (Закон Республики Башкортостан от 21.06.2006 № 329-з «О внесении изменений в административно-территориальное устройство Республики Башкортостан в связи с образованием, объединением, упразднением и изменением статуса населённых пунктов, переносом административных центров», ст. 8).

## Географическое положение
Расстояние до:
- районного центра (Ермолаево): 8 км
- центра сельсовета (Старая Отрада): 7 км
- ближайшей ж/д станции (Ермолаево): 8 км